# Stazione di Suzumenomiya
La stazione di Suzumenomiya (雀宮駅?, Suzumenomiya-eki) è una stazione ferroviaria situata della città di Utsunomiya, nella prefettura di Tochigi, ed è servita dalla linea principale Tōhoku sulla quale sono esercitati i servizi Utsunomiya e Shōnan-Shinjuku della JR East.

## Servizi ferroviari
East Japan Railway Company
■ Linea Utsunomiya (Tōhoku)
■ Linea Shōnan-Shinjuku

## Struttura
La stazione è dotata di un marciapiede a isola centrale con due binari passanti in superficie.
| 1 | ■ Linea Utsunomiya      | per Utsunomiya e Kuroiso                              |
| 2 | ■ Linea Utsunomiya      | Binario di servizio                                   |
| 3 | ■ Linea Utsunomiya      | per Oyama, Ōmiya, Akabane e Ueno                      |
| 3 | ■ Linea Shōnan-Shinjuku | per Oyama, Ōmiya, Shinjuku, Yokohama, Ōfuna e Odawara |

## Stazioni adiacenti
| «                     | Servizio              | »                     |
| Linea Utsunomiya      | Linea Utsunomiya      | Linea Utsunomiya      |
| Linea Shōnan-Shinjuku | Linea Shōnan-Shinjuku | Linea Shōnan-Shinjuku |
| --------------------- | --------------------- | --------------------- |
| Ishibashi             | Tutti i treni         | Utsunomiya            |